# (30956) 1994 QP
1994 كيو بي (ويعرف أيضًا باسم (30956) 1994 كيو بي وفق تسمية الكوكب الصغير) (بالإنجليزية: 1994 QP)‏ هو كويكب ضمن حزام الكويكبات؛ وترتيبه 30956 من حيث الاكتشاف.
اكتُشف هذا الجُرم الفلكي بواسطة Gordon J. Garradd ‏ في 27 أغسطس 1994.

## وصلات خارجية
- (30956) 1994 QP في قاعدة بيانات مختبر الدفع النفاث لأجرام النظام الشمسي الصغيرة

- الاكتشاف · مخطط المدار ·  العناصر المدارية · المعلمات المادية

- (30956) 1994 QP على موقع ويكي سكاي: DSS2, SDSS, GALEX, IRAS, Hydrogen α, X-Ray, Astrophoto, Sky Map, Articles and images